# Rashid Lombard
Rashid Lombard (10. dubna 1951 – 4. června 2025) byl jihoafrický jazzový fotograf a politický fotožurnalista.

## Životopis
Rashid Lombard se narodil v Port Elizabeth, Eastern Cape, Jihoafrická republika dne 10. dubna 1951. Jeho rodina se počátkem 60. let přestěhovala do Kapského Města. Lombard se vyučil architektem a poté pracoval jako průmyslový fotograf pro stavební společnost Murray and Roberts, než se stal fotoreportérem dokumentující Afriku, a zejména Jihoafrickou republiku, kde se zaměřil na fotografování vzestupu demokratického hnutí.

## Ranná kariéra
V 80. letech pracoval pro BBC, NBC, AFP a řadu progresivních publikací jako Grassroots a South. Jeho práce byly součástí výstav po celé jižní Africe, včetně Zimbabwské univerzity v roce 1983 a výstav Staffrider v letech 1984 a 1985. V roce 1985 se jeho práce staly součástí výstavy a knihy South Africa: The Cordoned Heart, Essays by Twenty South African Photographers, kterou editoval Omar Badsha a publikoval v New Yorku. Byl členem uměleckého kolektivu Vukalisa, který propagoval komunitní kulturní aktivity. 

## Mezinárodní jazzový festival v Kapském Městě
V polovině 90. let se stal vedoucím stanice ve Fine Music Radio a poté programovým manažerem v P4 Smooth Jazz Radio. V roce 1998 Lombard oslovil ředitele North Sea Jazz Festivalu, aby uspořádal místní festival v Kapském Městě. To byl začátek Mezinárodního jazzového festivalu v Kapském Městě. Mandela Bay Music Festival byl zahájen v Port Elizabeth, jeho rodném městě, v roce 2011, kdy George Benson hrál pro 28 000 diváků. Podobné jazzové festivaly se konaly v Mosambiku a Angole a plánuje se rozšíření do zbytku Afriky včetně Namibie, Tanzanie a Botswany.
Na mezinárodním jazzovém festivalu v Kapském Městě se během dvou dnů představí více než 40 hudebníků a přiláká více než 30 000 lidí. V roce 2007 se umístil na čtvrtém místě na světě, pod Montreaux a New Orleans Jazz and Heritage Festival a nad jazzovým festivalem v Severním moři. Část týdenního programu se zaměřuje na workshopy, školení a mentorská setkání s cílem rozvíjet hudební porozumění a výkon. Mezi nejlepší umělce na festivalu v roce 2013 patřili Buena Vista Social Club, Mi Casa, Jimmy Dludlu, Jill Scott a Gregory Porter.

## Jazzová fotografie
Lombard fotografoval místní i mezinárodní hudebníky a zvláštní pozornost věnoval zachycování jihoafrických hudebníků v exilu, jako jsou Hugh Masekela, Miriam Makeba a Abdullah Ibrahim. V roce 2010 se podílel na výstavě v Duotone Gallery na Mezinárodním jazzovém festivalu v Kapském Městě, která vzdala hold jihoafrickému saxofonistovi Hughu Masekelovi.
Jeho kniha jazzových fotografií Jazz Rocks vyšla v roce 2010 v nakladatelstvích espAfrika a Highbury/Safika Media. James Matthews, jihoafrický básník a spisovatel, v předmluvě ke knize poznamenal, že „Lombardova sbírka fotografií... je ódou na jihoafrické jazzové hudebníky...Každá fotografie pořízená s láskou ukazuje svou empatii s hudbou a jako fotograf si nemyslím, že Rashid byl někdy opravdu objektivní, na to je až příliš osobně zaujatý svými subjekty.“
Jazz Rocks editoval kolega fotograf George Hallett, který mimo jiné získal cenu za fotografie Nelsona Mandely  a pracoval na projektu Centra Nobelovy ceny míru. Kniha zachycuje období od počátku 80. let do zhruba roku 2004. Je zamýšlen jako pocta některým hudebníkům, se kterými Lombard spolupracoval, a důležité roli, kterou hudba sehrála v boji proti apartheidu.
Jeho vlastními slovy: "Během let jsem strávil v zákulisí tolik času, že prostor za hudbou je mou součástí. Mnoho hudebníků, které jsem fotografoval, pro mě bylo mnohem víc než jen subjekty. Hudebníci se stali mými přáteli a rodinou." Strávili jsme mnoho hodin zdokonalováním svých dovedností a vzájemným učením se o politice umění.“
V dubnu 2022 jazzový fotograf oznámil, že svěřil svůj archiv do správy University of the Western Cape (UWC) s plány na jeho digitalizaci a spuštění přístupného fotografického centra. Lombardova fotografie přesahuje 500 000 fotografií pořízených za období 50 let, počínaje 60. lety 20. století. Lombardova rozsáhlá fotografická sbírka zahrnuje hudebníky a významné hudební události, vysoce postavené politické osobnosti včetně významné části o Nelsonu Mandelovi po jeho propuštění v roce 1990, politické protesty a každodenní okamžiky života v době apartheidu. Lombard je bývalý generální ředitel společnosti espAfrika, společnosti pro správu událostí, kterou založil v roce 1997. espAfrika je zodpovědná za pořádání Mezinárodního jazzového festivalu v Kapském Městě, dříve známého jako North Sea Jazz Cape Town.
Rashid Lombard zemřel 4. června 2025, bylo mu 74 let.

## Ocenění
- 1986 – Udělen studijní a cestovní grant African Arts Fund (USA), který bude umístěn na Magnum Photos, New York.
- 1990 – Runner – až k ocenění AFP Obrázek roku.
- 2000 – SANEC, vítěz pro Small Business Entrepreneur 2000 Award.
- 2002 – Marketér roku : Ústav marketingového managementu.
- 2002 – Arts & Culture Trust Award : Arts Administrator of the Year.
- 2003 – Vítěz turistické ceny Kapského Města: Jazzový festival Severního moře – Kapské Město.
- 2004 – Khula Arts Award za hudbu: Přínos hudebnímu průmyslu
- 2004 – Člen Řádu Disa: za záslužnou službu v zájmu provincie Western Cape.
- 2009 – Sekunjalo Top Achievement Award – Nejlepší účinkující 2009 Média a finance
- 2010 – Finalista National Business Award Top Entrepreneur Award
- 2012 – Vynikající a celoživotní příspěvek k jihoafrickému hudebnímu průmyslu: ministr Paul Mashatile a Drakensberg Promotions
- 2014 – Řád Ikhamanga, stříbro[10]